# Goldwörth
Goldwörth est une commune autrichienne du district d'Urfahr-Umgebung en Haute-Autriche.